# Habitatge a la carretera de Castelldefels, 23 (Viladecans)
L'Habitatge a la carretera de Castelldefels, 23 és una obra del municipi de Viladecans (Baix Llobregat) inclosa en l'Inventari del Patrimoni Arquitectònic de Catalunya.

## Descripció
Es tracta d'un edifici entre mitgeres de planta baixa, pis i terrat. Les obertures són distribuïdes de manera simètrica a la façana principal. Consta de zòcol de pedra i obertures amb llinda i brancals de pedra. Al pis les obertures són balcons, ornats per motllura de frontó rectangular amb motius florals i amb barana de ferro forjat. Les carteles, sota la cornisa, presenten treball de filigrana i decoració floral. La barana del terrat és de pedra artificial i mostra una decoració repetitiva a base de fulles. El terrat és de tipus català.